# Cursiva

Alexa, un tipus de lletra en cursiva

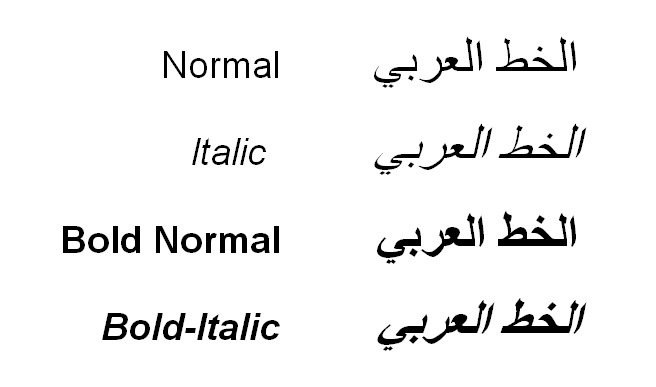
4 formes de la font de lletra Adobe Arabic (Normal, cursiva, negreta, negreta-cursiva)

La cursiva o itàlica és un estil de tipus de lletra —altres estils són la rodona, la negreta, la versaleta…— que té els traços inclinats cap a la dreta, a la manera de l'escriptura manual. També és anomenada aldina per haver estat Aldo Manuzio el primer impressor a fer-la servir; la mateixa raó va fer que fos coneguda a Europa com a lletra itàlica, perquè era pròpia dels llibres italians de la impremta aldina.
En les proves dels textos que s'han d'editar, els fragments de text que han d'anar en cursiva es marquen amb subratllat o bé encerclant-los i anotant al marge l'abreviatura curs. o cva.
Es diu que la cursiva té una funció diacrítica, és a dir, que distingeix el fragment de text marcat de la resta del text en què està inclòs.
Els usos de la cursiva se solen definir al costat dels usos de les cometes, però això no vol dir que les cometes també tinguin funció diacrítica. En resum, les cometes s'utilitzen per mostrar que la paraula o fragment de text es fa servir amb un significat especial o una connotació inhabitual. En canvi, la cursiva no indica cap canvi de significat, sinó que emfasitza o diferencia la paraula o fragment de text.
Els usos principals són els següents:
1. Ús metalingüístic.
Exemple: En català el dígraf ny no se separa mai a final de ratlla.
2. Els mots clau, que es destaquen perquè el lector vegi ràpidament quins són els conceptes fonamentals que s'estan tractant.
Exemple: Un procediment alternatiu de processament del llenguatge natural és realitzar una anàlisi morfològica de cada terme per extreure'n la forma base.
3. Les paraules o expressions escrites en una llengua altra que la del text.
Exemple: Darrere meu venia un cotxe de lloguer de l'època —amb el cotxer roig i apoplèctic en el pescant, el barret de copa de llauna, el macfarlan i la manta roja sobre les cames. El fiacre se m'anà acostant i en el moment de passar-me vaig sentir el cotxer que em deia, sarcàstic: 
—À la Rivière, prince? (Josep Pla, Vida de Manolo, 3a edició. Barcelona: Editorial Selecta, 1953, pàg. 149).
  - Quan es tracta d'un mot o una expressió diem que és un estrangerisme. Exemple: Molts museus han implantat les audioguies, però aquests gadgets, certament incòmodes, sovint interfereixen la contemplació de les obres.
  - L'ús de la cursiva per marcar els estrangerismes és difícil d'establir de manera coherent, perquè totes les llengües tenen estrangerismes —adaptats o sense adaptar— incorporats als seus diccionaris. Termes com byte, croissant, stop, rock, foie gras, western, lied… surten als diccionaris, la qual cosa vol dir que es consideren incorporats al repertori lèxic de cada llengua. Al costat d'aquests termes n'hi ha del tipus de ral·li, espagueti, escúter, gurmet, etc., que han estat adaptats i que, lògicament, no cal posar en cursiva.
  - Per tant, el criteri general és posar en cursiva els estrangerismes no adaptats i que no apareguin als diccionaris de la llengua del text.
  - S'ha de saber que alguns diccionaris els publiquen editorials amb uns criteris lexicogràfics propis, i que per això la llista d'estrangerismes inclosos en un diccionari o un altre pot ser notablement diferent.
4. Títols d'obres de creació: llibres, obres de teatre, pel·lícules, obres musicals, serials de televisió, escultures, pintures...
Exemple: No es pot comparar Seven amb El col·leccionista d'ossos.
Excepcions notables: 
  - Els noms o títols de cançons, parts o episodis d'una obra: la cançó «L'estaca», de Lluís Llach...; el programa 60 minuts ofereix el reportatge «Guillem: la forja d'un futur rei».
  - Els títols de llibres sagrats o d'una de les seves parts: la Bíblia; l'Alcorà; el Nou Testament; l'Evangeli.
5. Títols de revistes, diaris, còmics, programes de televisió i altres obres periòdiques.
Exemple: Uns quants vam créixer amb el Cavall Fort.
6. Quan hom cita un article d'una revista, d'un compendi, d'un diccionari, un capítol d'un llibre, l'article s'escriu entre cometes en format estàndard, i el títol de l'obra sencera, en cursiva, per tal de distingir la jerarquia:
Exemple: «Criteris d'utilització de la cursiva, les cometes i la negreta», Llibre d'estil de la Universitat Pompeu Fabra, 2005.
7. Per raons tipogràfiques, segons un criteri generalitzat, els signes de puntuació simples fixats a les paraules en cursiva s'escriuen també en cursiva. Aquests signes de puntuació poden ser els següents: , : ; ! ?
Exemple: «Has llegit Tirant lo Blanc?» seria l'ús preferible, mentre que: «Has llegit Tirant lo Blanc?» seria menys usual.
Este ús no s'aplica als signes amb obertura i tancament (com ara ¿...? ¡...! (...), etc.). En aquest cas, els dos elements mantenen el mateix estil.